# Liou-ťiang (řeka)
Liou-ťiang (čínsky pchin-jinem Liu Jiang, znaky 柳江) je řeka na jihu ČLR (Kuej-čou, Kuang-si). Je 724 km dlouhá. Povodí má rozlohu 57 900 km².

## Průběh toku
Pramení na Kuej-čouské hornatině. Na horním toku protéká vápencovými krasy a vytváří soutěsky s peřejemi. Je levou zdrojnicí řeky Čchien-ťiang, která je jednou z hlavních levých přítoků řeky Si-ťiang.

## Vodní režim
Zdrojem vody jsou převážně dešťové srážky.

## Využití
Vodní doprava je možná do města Liou-čou.